# 标准正交基
在线性代数中，一个内积空间的正交基（orthogonal basis）是元素两两正交的基。称基中的元素为基向量。假若，一个正交基的基向量的模长都是单位长度1，则称这正交基为标准正交基或"规范正交基"（Orthonormal basis）。
无论在有限维还是无限维空间中，正交基的概念都是很重要的。在无限维希尔伯特空间中，正交基不再是哈默尔基，也就是说不是每个元素都可以写成有限个基中元素的线性组合。因此在无限维空间中，正交基应该被更严格地定义为由线性无关而且两两正交的元素组成、张成的空间是原空间的一个稠密子空间（而不是整个空间）的集合。
注意，在没有定义内积的空间中，“正交基”一词是没有意义的。因此，一个具有正交基的巴拿赫空间，就是一个希尔伯特空间。

## 例子
- 在欧几里德空间{\displaystyle \mathbb {R} ^{3}}中，集合：{e1=(1,0,0), e2=(0,1,0), e3=(0,0,1)}组成一个标准正交基。

- 由fn(x) = exp（2πinx）定义的集合：

{fn : n ∈ Z}组成在复勒贝格空间L2（[0,1]）上的一个标准正交基。

## 基本性质
B是H上的一个正交基，那么H中的每个元素x都可以表示成：
{\displaystyle x=\sum _{b\in B}{\langle x,b\rangle  \over \lVert b\rVert ^{2}}b}
当B是标准正交基时，就是：
{\displaystyle x=\sum _{b\in B}\langle x,b\rangle b}
x的模长表示为：
{\displaystyle \|x\|^{2}=\sum _{b\in B}|\langle x,b\rangle |^{2}}.
即使B不是可数的，上面和式里的非零项也只会有可数多个，所以这个表达式仍然是有效的。上式被称作x的傅立叶展开，详见傅里叶级数。
若B是H上的一个标准正交基，那么H“同构”于序列空间l2（B）。因为存在以下H -> l2（B）的双射Φ，使得对于所有H中的x和y有：
{\displaystyle \langle \Phi (x),\Phi (y)\rangle =\langle x,y\rangle }

## 正交基的存在性
运用佐恩引理和格拉姆-施密特正交化方法，可以证明每个希尔伯特空间都有基，并且有正交基。同一个空间的正交基的基数必然是相同的。当一个希尔伯特空间有可数个元素组成的正交基，就说这个空间是可分的。

## 哈默尔基
有前面的定义可以知道，在无穷维空间的情况下，正交基不再是一般线性代数的定义下的基。为了区分，把一般线性代数的定义下的基称为哈默尔基。
在内积空间的实际应用中，哈默尔基甚少出现，因此提到“基”的概念时，一般指的是正交基。

## 参看
- 基 (線性代數)
- 正交
- 正交化
  - 格拉姆-施密特正交化
- 正交分解
- 正交矩阵
- 垂直